# 福島史帆実
福島 史帆実（ふくしま しほみ、1995年6月19日 - ）は、日本の女子フェンシングのサーブル元選手である。セプテーニ・ホールディングス所属。右利き。

## 来歴
福岡県宗像市出身。
小学4年生の時に、県のタレント発掘事業に応募したことがある。中学生までは陸上競技選手だったが、前記のタレント発掘事業での適性評価により、福岡県立福岡魁誠高等学校入学時にフェンシングに転向した。高校3年生時に全国高等学校総合体育大会フェンシング競技大会（インターハイ）女子サーブル個人で優勝した。
法政大学法学部に進学後、2016年に第69回全日本フェンシング選手権大会個人戦に優勝。2017年夏季ユニバーシアードではサーブル個人戦はベスト16だったが、団体戦で優勝メンバーとなる。同年のフェンシング世界選手権では個人7位、団体4位となった。
2018年に法政大学を卒業した。
2019年のフェンシングアジア選手権で3位に入賞し、2020年の全日本選手権に優勝した。東京オリンピックのフェンシング競技では、女子サーブル団体戦のリザーブメンバーに選出された。オリンピック本戦ではリザーブ選手からROC戦に出場し、団体5位入賞の一員となった。
2022年フェンシング世界選手権（カイロ）でも日本代表メンバーとなり、個人サーブルは2回戦敗退（20位）だった。
2024年5月19日、パリオリンピック日本代表に選出されたことが発表された。
パリオリンピックのフェンシング女子サーブル個人では、2回戦でウクライナのオリハ・ハルランに9対15で敗れた。現地時間8月3日に開催された女子サーブル団体では、準決勝の第7試合でリザーブの尾崎世梨と交代してベンチ入りになったが、日本が3位決定戦でフランスに45対40で勝利して銅メダルを獲得した。
2024年11月15日、現役引退を所属先のセプテーニ・ホールディングスが発表した。